# Стрибор Кустурица
Стрибор Кустурица (Сарајево, 3. фебруар 1978) је српски глумац и музичар.

## Биографија
Рођен је од мајке Маје и оца Емира. Желио је да буде сценариста, али, такође и музичар видјевши свога оца на сцени док је био гитариста Забрањеног пушења.
Још као младића привлачила га је литература и музика. Живи у Београду. Члан је бенда Emir Kusturica & the No Smoking Orchestra гдје свира бубњеве.
У јуну 2004, Стрибор је добио сина Јанка.

## Улоге
| Год.   | Назив                     | Улога           |
| ------ | ------------------------- | --------------- |
| 2000-е |                           |                 |
| 2004.  | Живот је чудо             | Капетан Алексић |
| 2006.  | Живот је чудо (ТВ серија) | Капетан Алексић |
| 2007.  | Завет (филм)              | Топуз           |
| 2010-е |                           |                 |
| 2014.  | Травелатор                |                 |
| 2016.  | На млечном путу           |                 |

## Музика у филмовима
- Завет
- Сва невидљива деца
- На млечном путу